# محمود ديكو
محمود ديكو (بالفرنسية: Mahmoud Dicko)‏ (مواليد سنة 1954) إمام سلفي مالي من منطقة تمبكتو، ترأّس المجلس الإسلامي الأعلى في مالي من يناير 2008 إلى أبريل 2019.
يعتبر أحد أكثر الشخصيات نفوذاً في مالي، وعمل كوسيط بين الحكومة المالية والجماعات الجهادية في شمال البلاد. بعد دعمه لإبراهيم أبو بكر كيتا في انتخابات 2013، بدأ في دعم المعارضة في عام 2017.
في 7 سبتمبر 2019، أنشأ حركته الخاصة المسمّاة تنسيق الحركات والجمعيات والمتعاطفين. في عامي 2019 و2020، ساند ديكو الاحتجاجات ضد الرئيس كيتا.